# Xanthorhoe munitaria
Xanthorhoe munitaria là một loài bướm đêm trong họ Geometridae.